# Kvitka Cisyk

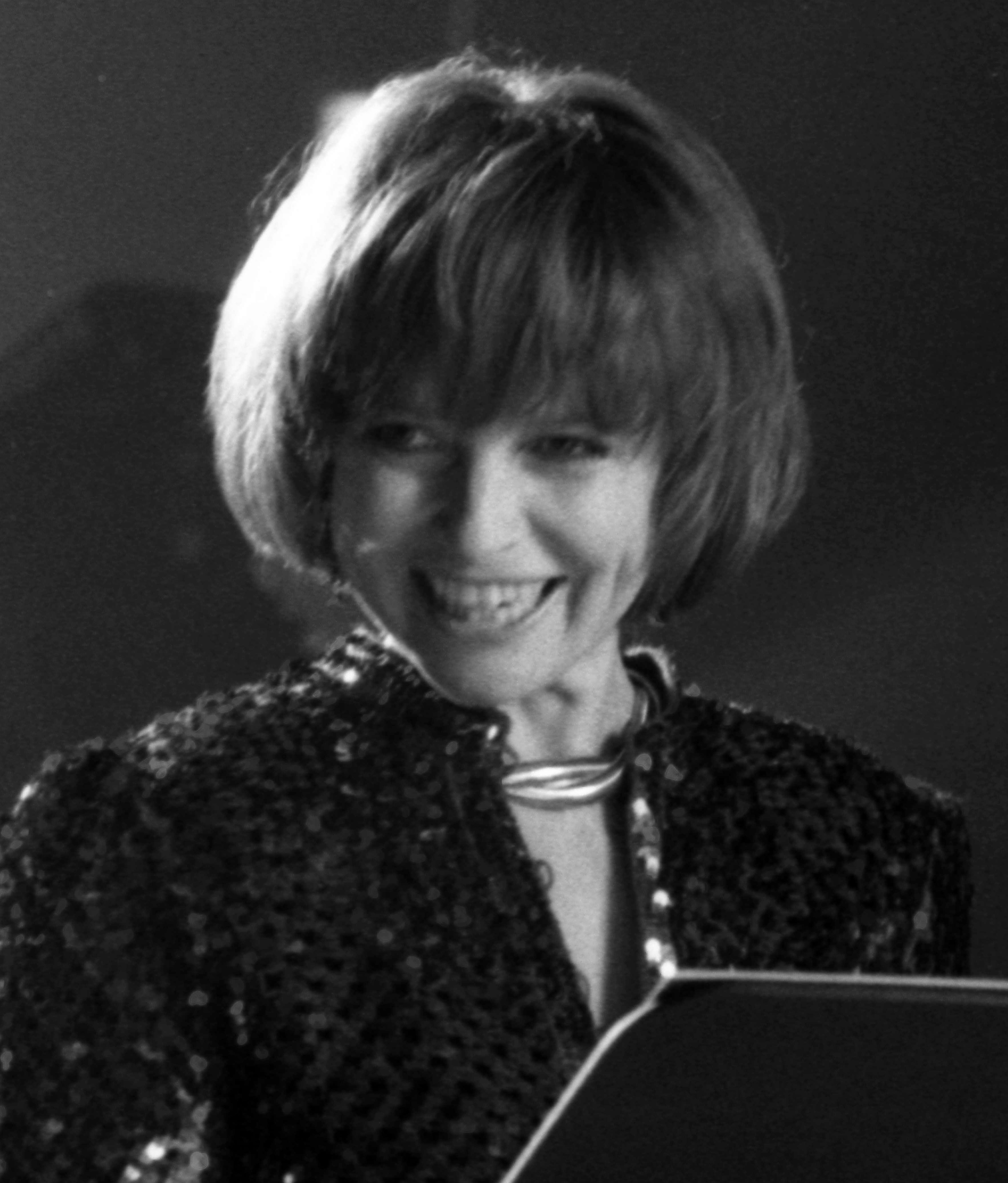
Kvitka Cisyk, März 1989

Kvitka "Kasey" Cisyk (ukrainisch Квітка Цісик /Kwitka Zisyk; * 4. April 1953 in Queens, New York; † 29. März 1998 in Manhattan, New York) war eine amerikanische Koloratursopranistin ukrainischer Abstammung.

## Leben
Kvitkas Eltern, der Vater Wolodymyr war Geiger, wanderten in den 1940er Jahren mit ihrer älteren Schwester aus der Ukraine nach New York aus. Die musikalische Familie pflegte zu Hause die ukrainische Sprache und Kultur, daher lernte sie die englische Sprache erst in der Schule. Geige zu spielen erlernte sie jedoch bereits von ihrem Vater im Alter von fünf Jahren, sodass sie später ein Stipendium an der Binghamton University in Binghamton erhielt, das sie 1970 abschloss. Im folgenden Jahr besuchte sie ein Opernprogramm im belgischen Gent und erhielt dort ein Stipendium am Mannes College of Music in New York City. Dort besuchte sie die Opernkurse bei Sebastian Engelberg und graduierte 1974. In den 1970er Jahren nahm sie zwei Musiktitel für die Filme Stern meines Lebens (You Light Up My Life, 1977, Titellied: „You Light Up My Life“) und Das charmante Großmaul (The One and Only, 1978, Titellied: „The One and Only“) auf, von denen der Erstgenannte 1978 einen Oscar für den besten Filmsong und einen Golden Globe Award erhielt.
Ihr eigentliches Ziel Opernsängerin zu werden, gab sie nach dem Tod ihres Vaters und dem darauf folgenden Auszug aus dem elterlichen Haushalt auf. Um Geld zu verdienen, verfolgte sie nun eine Karriere als Sängerin von populärer Musik und begann in Clubs zu singen. Sie wurde eine erfolgreiche Backgroundsängerin in der populären Musik und arbeitete unter anderem mit Carly Simon, Michael Franks sowie mit von Quincy Jones produzierten Musikern zusammen.
Der breiteren amerikanischen Öffentlichkeit blieb sie in den folgenden Jahren durch ihre Beteiligung an Jingles für Werbespots – unter anderem für Coca-Cola, American Airlines, Mr. Pibb, Ford, McDonald’s und Burger King – erhalten. In der Ukraine errang sie Bekanntheit durch zwei Alben, die Ukrainische Volksmusik zum Thema hatten.
Sie starb im Alter von 44 Jahren an Brustkrebs in ihrem Haus in Manhattan.

## Diskografie
Solo-Alben:
- 1989 Two Colors
- 1980 Songs of Ukraine[3]

| Jahr | Album                                             | Interpret               | Überschrift               |
| ---- | ------------------------------------------------- | ----------------------- | ------------------------- |
| 2012 | The Dream 1973–2011                               | Michael Franks          | Hintergrundgesang         |
| 2010 | Original Album Series                             | David Sanborn           | Hintergrundgesang         |
| 2007 | Hollywood Hits: 70 Years of Memorable Movie Music |                         | Gesang                    |
| 2006 | The Very Best of Roberta Flack                    | Roberta Flack           | Hintergrundgesang         |
| 2004 | Reflections: Carly Simon's Greatest Hits          | Carly Simon             | Hintergrundgesang         |
| 2003 | The Michael Franks Anthology: The Art of Love     | Michael Franks          | Hintergrundgesang         |
| 2002 | Anthology                                         | Carly Simon             | Hintergrundgesang         |
| 2000 | Sounds of a Better World                          | Small Voices Calling    | Gesang, Featured Artist   |
| 1998 | Indispensable: The Best of Michael Franks         | Michael Franks          | Hintergrundgesang         |
| 1998 | The Best of Michael Franks: A Backwards Glance    | Michael Franks          | Hintergrundgesang         |
| 1995 | Back in the Pool                                  | Flying Monkey Orchestra | Gesang, Choir/Chorus      |
| 1994 | Earth Step                                        | Sadao Watanabe          | Hintergrundgesang         |
| 1994 | The Best of David Sanborn                         | David Sanborn           | Hintergrundgesang         |
| 1993 | Sesame Road                                       | Sesame Street           | Gesang, Stimme            |
| 1989 | City Streets                                      | Carole King             | Gesang                    |
| 1989 | Working Girl [Original Soundtrack]                |                         | Hintergrundgesang         |
| 1988 | Greatest Hits Live                                | Carly Simon             | Hintergrundgesang         |
| 1987 | The Camera Never Lies                             | Michael Franks          | Hintergrundgesang         |
| 1985 | Skin Dive                                         | Michael Franks          | Hintergrundgesang         |
| 1983 | Stampede                                          | Marvin Stamm            | Gesang                    |
| 1982 | I'm the One                                       | Roberta Flack           | Gesang, Hintergrundgesang |
| 1982 | Objects of Desire                                 | Michael Franks          | Hintergrundgesang         |
| 1980 | Voyeur                                            | David Sanborn           | Gesang, Hintergrundgesang |
| 1977 | You Light Up My Life                              |                         | Gesang, Hintergrundgesang |
|      | A Painting                                        | Neal Fox                | Vocals (Background)       |

Quelle: